# Liptena ferrymani
Liptena ferrymani är en fjärilsart som beskrevs av Smith och Kirby 1891. Liptena ferrymani ingår i släktet Liptena och familjen juvelvingar. Inga underarter finns listade i Catalogue of Life.